# Drapeau de Jacksonville (Floride)
Le drapeau actuel de Jacksonville, en Floride, a été adopté par le conseil municipal de Jacksonville le 24 février 1976. Il a été conçu par Don Bozeman, lauréat d’un concours de design avant le Bold CityFest de 1975, la célébration annuelle de la consolidation du gouvernement de la ville et du comté.Le précédent drapeau de la ville, conçu par Edmund Jackson et adopté en 1914, était considéré comme dépassé.

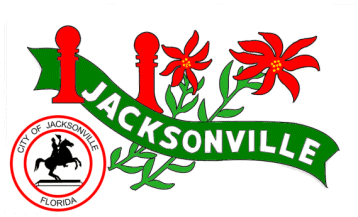
Précédent drapeau de Jacksonville,1914-1976.

La silhouette brune d’un Andrew Jackson monté est une statue de bronze dans le centre-ville et représente l’histoire et l’homonyme de la ville. Le sunburst représente un avenir radieux. La silhouette de la carte de la ville ou du comté, avec la rivière St. Johns au milieu, montre la communauté consolidée et l’impact important de la rivière. La couleur orange est importante dans le « Sunshine State » et l’un des quartiers de Jacksonville s’appelle Mandarin.
Une enquête sur la qualité de la conception des drapeaux réalisée par la North American Vexillological Association a classé le drapeau de Jacksonville au deuxième rang des meilleurs drapeaux de la Floride et au 38e rang des 150 drapeaux de villes américaines. Il a obtenu un score de 5,03 sur 10 sur la base d’un symbolisme significatif, de l’utilisation de 2 à 3 couleurs de base et de son caractère distinctif, bien qu’il ne réponde pas aux critères de conception simple et échoue aux critères « pas d’écriture ni de sceaux ».
La silhouette visuellement déroutante sous le cheval est la pointe du fourreau de l’épée d’Andrew Jackson.